# Karema
Karema (of Kalema) is een plaats in Tanzania aan de oostelijke oever van het Tanganyikameer. Het was de eerste koloniale vestiging van Leopold II in Afrika.

## Situering
Het Tanganyikameer ligt in het oosten van het Congobekken. In de jaren 1870 richtte Tippu Tip een privaat rijk op langs de bovenloop van de Congo naar het westen van het meer. Hij zond slaven en ivoor naar Zanzibar om daar verkocht te worden.
Karema lag aan een van de routes van de Congo naar de oostkust van Afrika.

## Leopoldiaanse koloniale post
In 1879 werd Karema bezet door het Comité d'études du Haut-Congo en omgedoopt tot Fort Léopold, naar koning Leopold II van België. De stichter Ernest Cambier droeg in december 1880 het bevel over aan Jules Ramaeckers, leider van de derde Belgische expeditie. De nieuwe postoverste stierf op 25 februari 1882 en werd afgelost door luitenant Jérôme Becker, in afwachting van Ramaeckers' opvolger Émile Storms. Toen deze arriveerde, viel het dorpshoofd Yassagula de Belgische post aan. Beckers zette een tegenaanval op met zijn Askari's en vernielde het dorp Karema. Enkele maanden later onderwierp Yassagula zich en werd hij een bondgenoot van de Belgen. Na het vertrek van Becker op 17 november, bouwde Storms Karema uit en begon hij er groenten te telen. Een aanval op zijn koeriers beantwoordde hij op 23 april 1883 met een strafexpeditie tegen het opstandige dorp Katakwa. Bij de bestorming kreeg de Duitse wetenschapper Richard Böhm twee kogels in het been. Storms stichtte dan Mpala op de westoever van het meer, tegenover Karema (4 mei 1883).
Karema was een voorpost in de strijd tegen de Arabische slavenhandel. "Vrijgekochte" slaven moesten er zes jaar dwangarbeid verrichten. Door een geleidelijke afbouw van het werkregime hoopte men hen na afloop van de termijn te doen blijven. Weglopers kregen tweehonderd zweepslagen en werden een maand geketend, waarna ze aan een nieuwe negenjarige periode van dwangarbeid begonnen. Recidivisten riskeerden het vuurpeloton.
Op de Conferentie van Berlijn (1884-1885) werd de oostoever van het meer, met inbegrip van Karema, toegewezen aan de Duitse invloedssfeer. Koning Leopold II verlegde zijn koloniale ambities naar de benedenloop van de Congo. Hij vroeg aartsbisschop Charles Lavigerie om Witte Paters te sturen die de plaats zouden innemen van de Belgische koloniale agenten aan het Tanganyikameer. Lavigerie ging in op de vraag.

## Missiepost
De witte paters brachten 500 bevrijde slaven naar Karema. Ze lieten zich beschermen door Léopold Louis Joubert, een voormalige Pauselijke Zoeaaf. Joubert bereikte Zanzibar op 14 juni 1886 en Karema op 22 november 1886. Vanaf maart 1887 verbleef hij in Mpala.

## 21e eeuw
Tegenwoordig is Karema een vissersdorp, bereikbaar per veerboot. Sinds 2010 is de MV Liemba in dienst genomen (de voormalige Graf von Götzen, een Duits stoomschip uit 1913). De katholieke missie biedt een gastenverblijf aan.